# 片山三喜子
片山 三喜子（かたやま さきこ、1964年9月10日 - ）は、宮崎県東諸県郡国富町出身のメンタルコーチで、元・関西テレビ社員。同局でアナウンサーや宣伝・マーケティング・広報関連の要職を歴任したほか、後述する経緯から、日本DV防止・情報センターの運営委員を務めている。

## 来歴
宮崎県立宮崎大宮高等学校から同志社大学へ進学。大学では、文学部で心理学を専攻していた。大学卒業後の1987年4月1日付で、アナウンサーとして関西テレビに入社。入社後に担当したバラエティ番組では、「片山・ミッチェル・三喜子」とも名乗っていた。
1997年1月からは、「ドメスティック・バイオレンス 夫・恋人からの暴力」（関西テレビの報道部が展開していた啓発キャンペーン）の企画・取材を担当。1998年から1999年7月までは、編成部のアナウンス部に籍を置きながら、報道部のドメスティックバイオレンス（DV）担当記者を兼務していた。このキャンペーンは、「日本におけるドメスティック・バイオレンスや児童虐待関連報道の先駆け」とされていて、2000年には関係者を代表して第7回坂田記念ジャーナリズム賞を「第1部門」（報道活動部門）で受賞している。さらに、30代に入ってからは、「DVの防止」「DV被害者の回復」という観点からコミュニケーションやカウンセリングの手法を本格的に学ぶようになった。
2004年11月からは『おチャの「ま」』（平日午後帯の情報番組）の司会を関純子（1年後輩のアナウンサー）と共に務めていたが、放送期間中の2005年7月1日付で、編成局のアナウンス部から放送編成局の宣伝部に異動。アナウンス部からの異動後は、宣伝部長、マーケティング部ブランド戦略部長、マーケティングセンターPR戦略部長を歴任したほか、日本DV防止・情報センターの運営に携わっている。
その一方で、40代の前半には初期の乳がん、40代の後半には難病（「『120万人に1人』という確率で発症する原因不明の神経麻痺）に見舞われていた。後者の神経麻痺は厚生労働省から「特定疾患」に指定されていて、実際には、両足の膝から下の部分に激しい痛みが冬場に突如発生。さらに、この部分の神経が麻痺したことによって、両足を自力で動かせなくなった。一時は自力で立つこともままならず、担当医からも再び歩けることを保証されていなかったが、リハビリテーション（リハビリ）を経て両足の機能が回復。本人によれば、「リハビリの最中には、『（足が）動く』という言葉を自分に掛けたり、（過去の来訪で楽しい思い出のあった）沖縄の海辺を再び歩く姿を五感を使いながら病室で想像したりしていた。このような『自分への言葉掛け』を毎日続けていたところ、リハビリを始めてから11ヶ月後に、短い距離ながら実際に沖縄の海辺を歩けるようになった」という。さらに、以上の体験を通じて「自分へのポジティブ・フレーズ（前向きな言葉）」と脳の関係の重要性に気付いたことから、心理学と脳科学に基づくSBT（スーパーブレイントレーニング）を開始。関西テレビでの勤務を続けながら、SBT1級メンタルコーチ・アスリートコーチ、産業カウンセラー、人間関係講座の講師といった資格を相次いで取得するに至った。
関西テレビの営業局でCM部長を務めていた2024年には、自身初の著書『ストレスフリーの人がやっている　ポジティブ・フレーズ言いかえ事典』を、大和出版から2月16日に刊行。「言葉」と向き合ってきたアナウンサー時代からの経験に、脳と言葉の関係についてのSBTの知見を加味した書籍で、大和出版が主催する出版オーディションを通じて刊行に漕ぎ着けた。
2024年の誕生日で60歳（関西テレビの正社員定年）に達したことを受けて、誕生月の末日に当たる9月30日付で定年退職。退職後は、上記の資格を生かした講演・指導活動を続けているほか、フリーランスの立場でテレビ・ラジオ番組に随時出演している。

## アナウンサー時代の出演番組
- KTVニュース
- KTVニュースフラッシュ
- アタック600（リポーター）
- FNN World Uplinkおおさか（関西ローカルパートのキャスター）
- 2時ドキッ!
- おチャの「ま」
- 大阪国際女子マラソン（優勝者インタビュアー） ほか

## 書籍
- 『ストレスフリーの人がやっている ポジティブ・フレーズ言いかえ事典』（大和出版、2024年2月16日初版刊行、ISBN 978-4804719092）

## 受賞歴
- 第7回坂田記念ジャーナリズム賞（2020年）
  - 「ドメスティック・バイオレンス 夫・恋人からの暴力」の代表者として、第1部門（報道活動部門）で受賞。